# Вулиця Святослава Караванського
Вулиця Святослава Караванського — вулиця в історичному центрі Одеси, між Канатною вулицею та перетином із Тираспольською площею і Преображенською вулицею. Виникла за гадоначальства Хосе де Рібаса і вперше згадана документом 1808 року, що свідчив про розбудову поштових домів Херсонської губернії[джерело?].
Для поштової контори міста Одеси у 1812 році був викуплений будинок Бржезовського на перетині із Європейською (місце сучасного розміщення будівлі Укртелекому). Саме завдяки цій конторі вулиця дістала свою першу назву — Поштова — під якою вона позначена на карті міста 1826 року.
Назву на честь Василя Жуковського дістала у 1902 році на честь 50-ї річниці з дня його смерті. 
26 липня 2024 року розпорядженням Начальника Одеської ОВА вулиця Жуковського перейменована на вулицю Святослава Караванського.
На будинку 27 вулиці С. Караванського, де в 1887—1913 жив Михайло Комаров, установлено меморіальну дошку.

## Галерея

Вигляд на початок вулиці
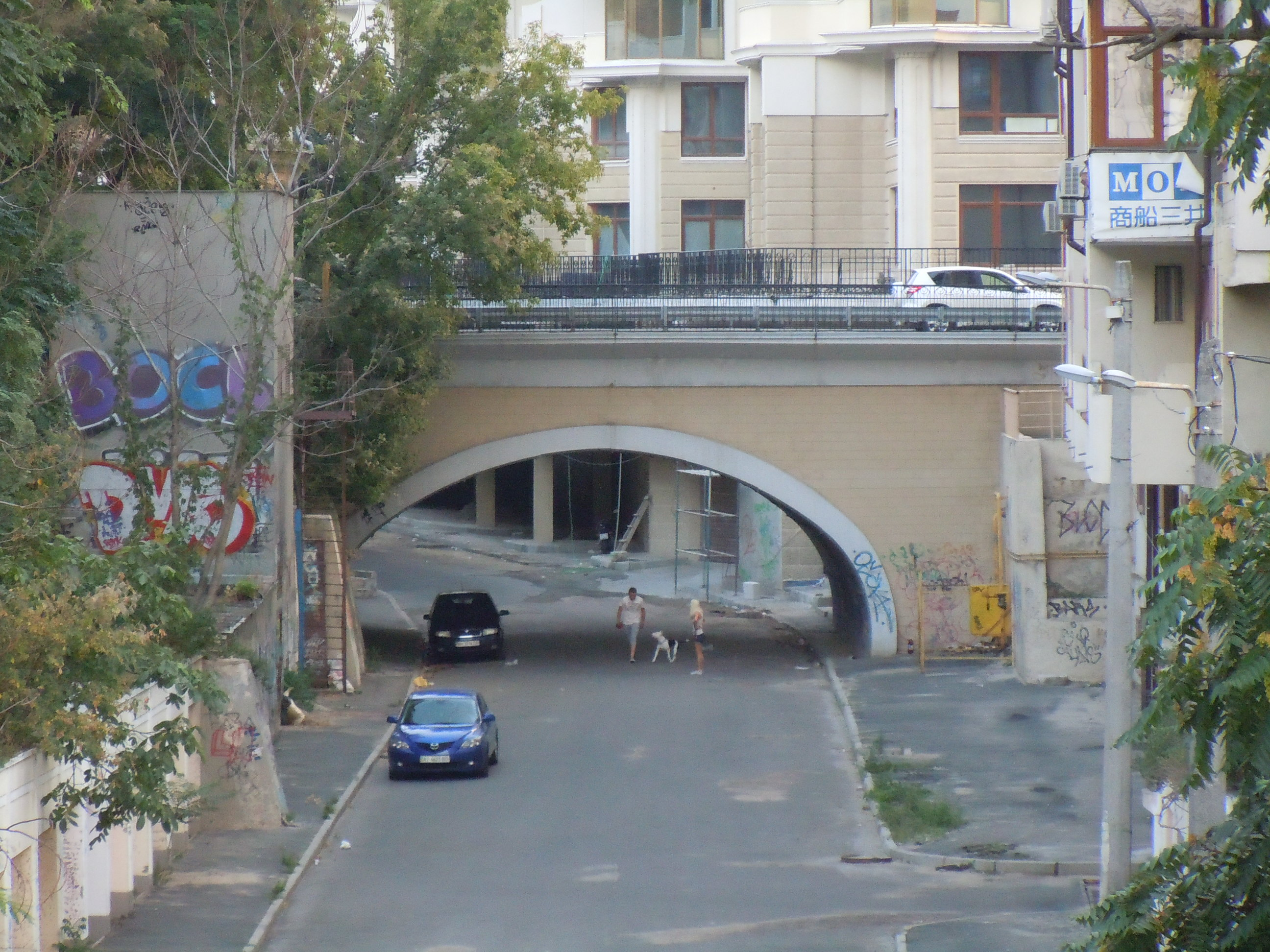
Міст Новіков, перекинутий через Карантинну балку
Сходи з вулиці Караванського на Деволанівський узвіз
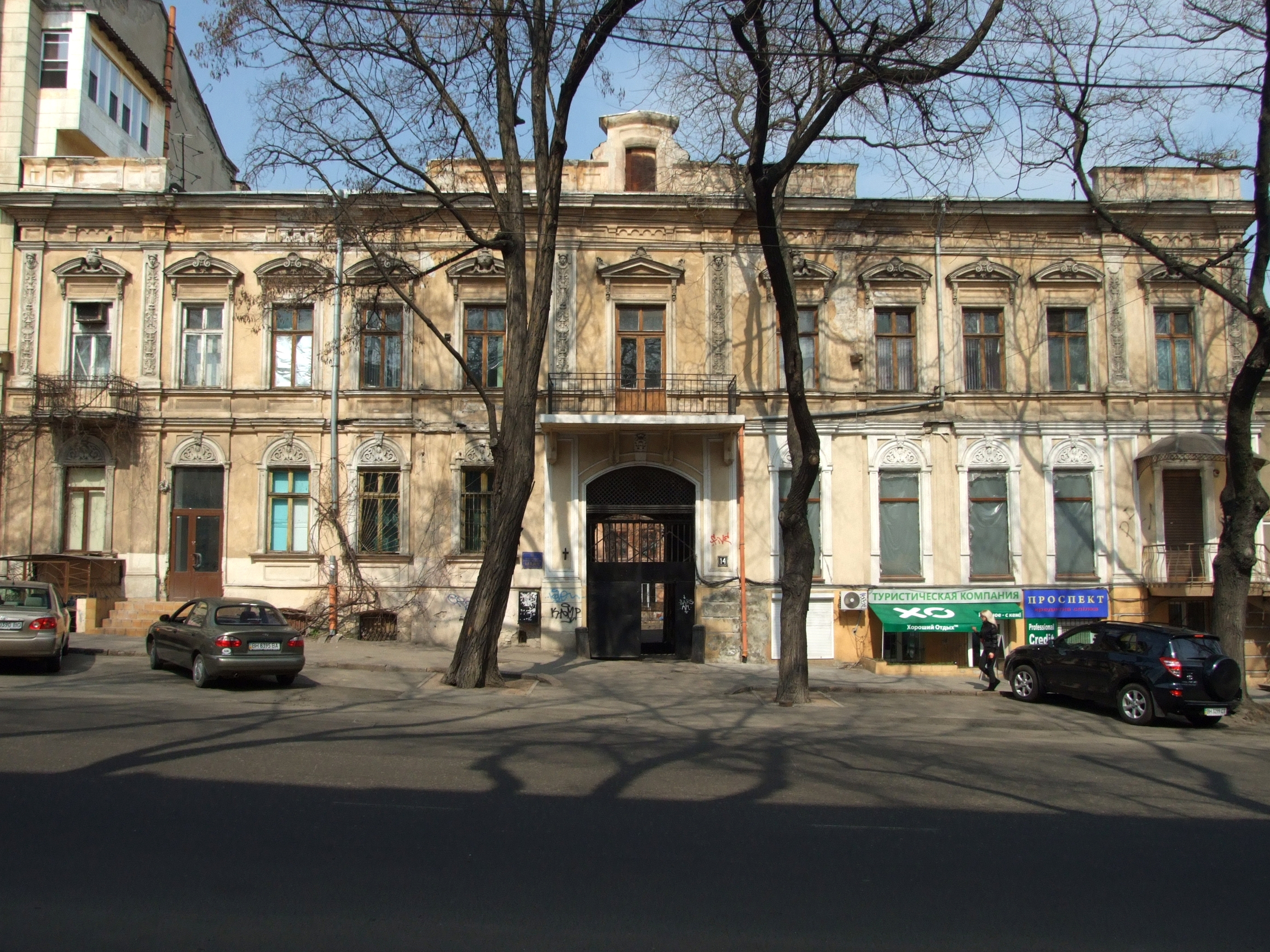
Будинок житловий Атласі
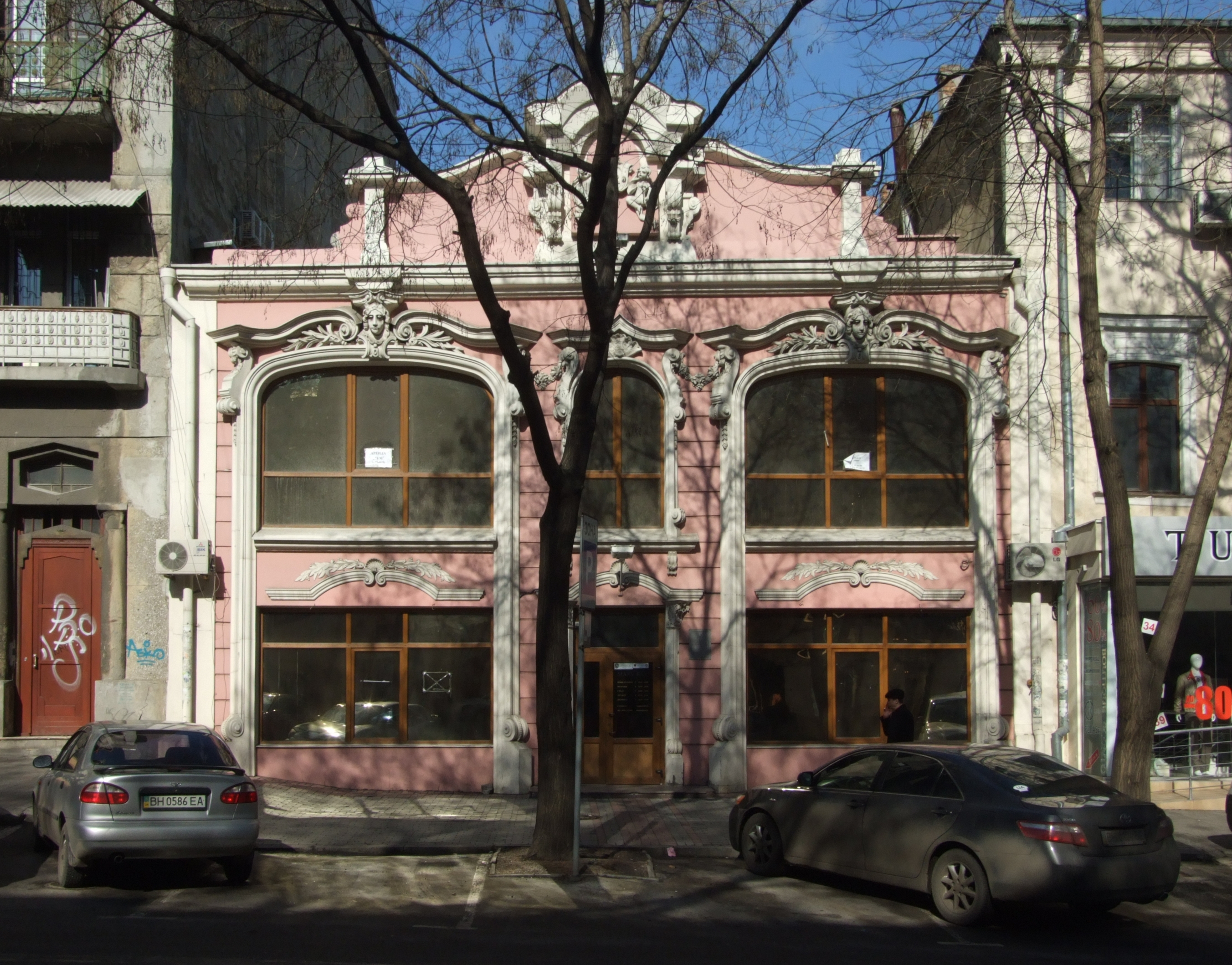
Колишній торговий будинок на Караванського 26/28
Пам'ятник Ісааку Бабелю на перетині із Рішельєвською
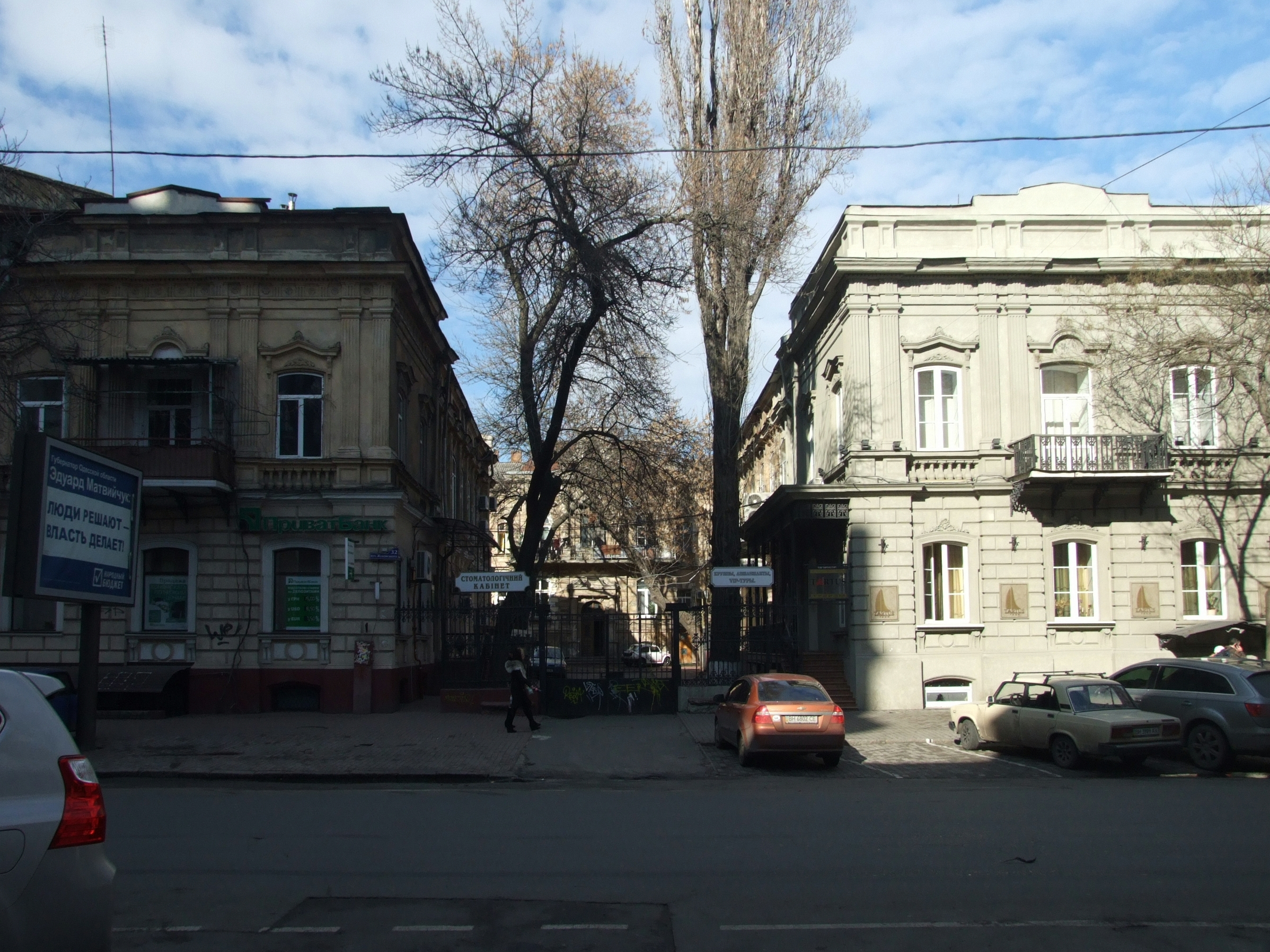
Комплекс житлових будинків Параскєви
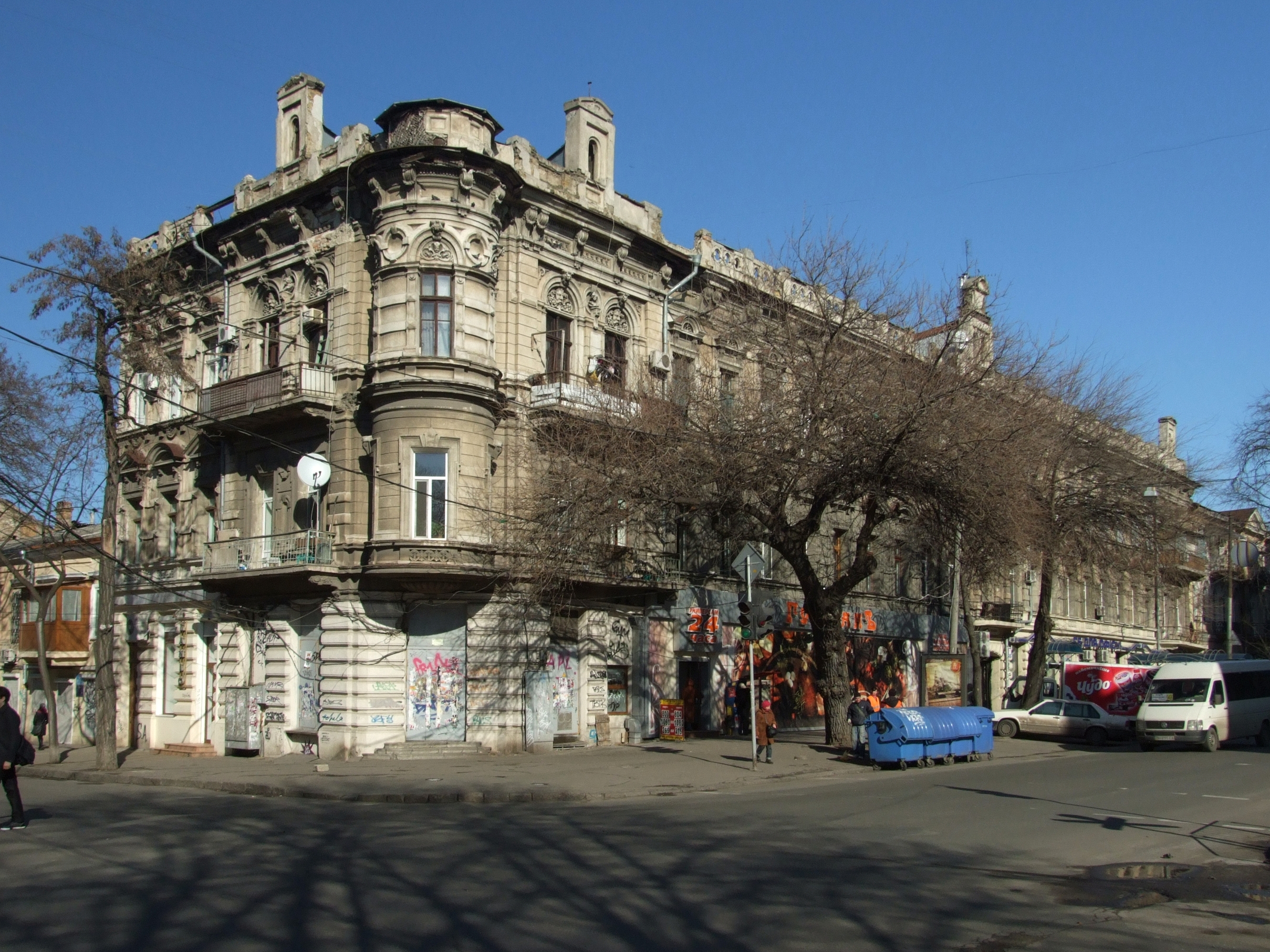
Будинок прибутковий Єлісаветської
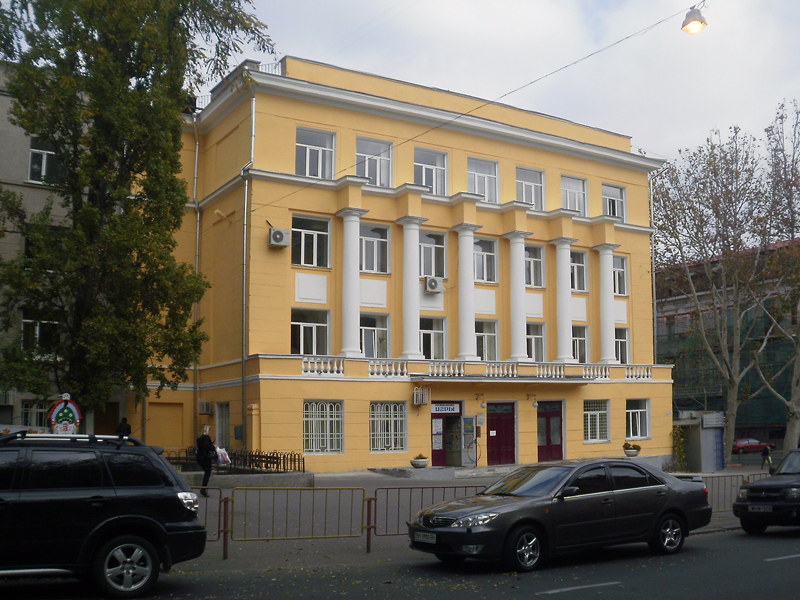
№ 24 — школа № 117, типовий проєкт 108